# Olympique Béja
L'Olympique Béja (in arabo الأولمبي الباجي‎?), conosciuto anche come Olympique de Béja e abbreviato in OB, è una società calcistica tunisina che milita nella massima divisione del paese.
La società vanta 2 vittorie nella Coppa nazionale, una Supercoppa di Tunisia e due campionati di seconda divisione. Il miglior piazzamento nella prima divisione è il quinto posto conquistato nella stagione 1997-1998. Vanta un paio di partecipazione alla Coppa delle Coppe d'Africa, dove nel 1994 raggiunse i quarti di finale, e una partecipazione alla Coppa della Confederazione CAF 2011 dove l'Olympique Béja esce al primo turno.

## Allenatori e presidenti

### Allenatori
- Mustapha Dhib (1956–60)
- Ducoussou (1960–62)
- Noureddine Ben Mahmoud (1962–65)
- Giuseppe Moro (1965–67)
- Todor (1967–68)
- Skander Medelji (1968–69)
- Noureddine Ben Mahmoud (1969–70)
- Frank Loscey (1970–71)
- Ali Rached (1971–72)
- Taoufik Ben Othman (1973–74)
- Abderrazak Nouaïli (1974–76)
- Slobodan (1976–78)
- Ahmed Mghirbi (1978–79)
- Jamel Eddine Bouabsa (1979–80)
- Mustapha Jouili (1980–81)
- Larbi Zouaoui (1981–82)
- Apostal (1982–83)
- Belhassen Meriah (1983–84)
- Mrad Hamza (1984–85)

- Ali Selmi (1985–86)
- Lotfi Benzarti (1986–88)
- Beliakov (1988–89)
- Beliakov (1989–90)
- Habib Mejri (1990–91)
- Amor Dhib (1991–92)
- Platek (1992–93)
- Riadh Charfi (1993–94)
- Alexandru Moldovan (1994–95)
- Mokhtar Tlili (1995–96)
- Ali Fergani (1996–98)
- Abdelghani Djadaoui (1998–99)
- Ali Fergani (1999–00)
- Fethi Toukabri (2000–01)
- Ali Selmi (2001–02)
- Ridha Akacha (2002–03)
- Kamel Mouassa (2003–04)
- Alexandru Moldovan (2004–05)

- Fethi Toukabri (2005–06)
- Ridha Akacha (2006–07)
- Mohamed Kouki (2007–08)
- Mahmoud Ouertani (2008–09)
- Khaled Ben Sassi (2009)
- Rachid Belhout (3 Oct 2009–19 Dec 10)
- Sofiène Hidoussi (22 Dec 2010–28 April 11)
- Hedi Mokraini (28 April 2011–14 Nov 11)
- Said Hammouche (19 Sept 2011–1 Nov 11)
- Amor Dhib (14 Nov 2011–12 March 12)
- Fethi Laabidi (12 March 2012–8 May 12)
- Faouzi Ouerghi (interim) (9 May 2012–12 May 12)
- Kamel Zouaghi (13 May 2012–6 Aug 12)
- Mokhtar Arfaoui (8 Aug 2012–9 Dec 12)
- Kamel Zouaghi (Dec 2012–1?)
- Mokhtar Arfaoui (8 March 2013–)

### Presidenti
- Mahmoud M'nakbi (1929–45)
- Mohamed Kaoual (1945–53)
- Othman Chaouachi (1953–56)
- Slaheddine Ben Mbarek (1984–85)
- Abdesatar Ben Chiboub (1985–87)
- Taieb Gharbi (1987–89)
- Hassen Zouaghi (1989–92)

- Taieb Gharbi (1992–94)
- Faouzi Ben M'barek (1994–96)
- Hassen Zouaghi (1996–98)
- Abdesatar Ben Chiboub (1998–00)
- Taieb Gharbi (2000–01)
- Mohamed Brahmi (2001–04)
- Mounir Ben Sakhria (2004–05)

- Abdeltif Elkefi (2005–06)
- Ridha Ouni (2006–08)
- Lotfi Kefi (2008–09)
- Mokhtar Nefzi (2009–11)
- Ali Parnasse (2011–13)

## Palmarès

### Competizioni nazionali
- Coppa di Tunisia: 3

1992-1993, 2009-2010, 2022-2023
- Supercoppa di Tunisia: 2

1995, 2023
- Championnat de Ligue Professionelle 2: 3

1984-1985, 2005-2006, 2019-2020

### Altri piazzamenti
- Coppa di Tunisia:

Semifinalista: 2023-2024
- Coupe de la Ligue Professionelle:

Finalista: 2002-2003, 2003-2004

## Rosa 2012-2013
| N. |                    | Ruolo | Calciatore          |
| -- | ------------------ | ----- | ------------------- |
|    | Tunisia (bandiera) | P     | Mohamed Zouabi      |
|    | Tunisia (bandiera) | P     | Aymen Zidane        |
|    | Tunisia (bandiera) | P     | Kaïs Amdouni        |
|    | Tunisia (bandiera) | D     | Hamdi Ouarhani      |
|    | Tunisia (bandiera) | D     | Nidhal Nefzi        |
|    | Tunisia (bandiera) | D     | Wael Nefzi          |
|    | Tunisia (bandiera) | D     | Akrem Ben Sassi     |
|    | Tunisia (bandiera) | D     | Bassem Saïbi        |
|    | Tunisia (bandiera) | D     | Hamdi El Abdi       |
|    | Tunisia (bandiera) | D     | Aymen Néji          |
|    | Gabon (bandiera)   | D     | Rodrigue Moundounga |

| N. |                    | Ruolo | Calciatore         |
| -- | ------------------ | ----- | ------------------ |
|    | Guinea (bandiera)  | C     | Ibrahima Camara    |
|    | Camerun (bandiera) | C     | Franck Essomba     |
|    | Tunisia (bandiera) | C     | Mohamed Laâbidi    |
|    | Tunisia (bandiera) | C     | Wadii Ben Haj Frej |
|    | Tunisia (bandiera) | C     | Aymen Kethiri      |
|    | Tunisia (bandiera) | C     | Mohamed Ibrahimi   |
|    | Mali (bandiera)    | C     | Adam Traoré        |
|    | Tunisia (bandiera) | A     | Bilel Bachouche    |
|    | Tunisia (bandiera) | A     | Nizar Garbouj      |
|    | Tunisia (bandiera) | A     | Jmaiel Khmir       |
|    | Tunisia (bandiera) | A     | Bassem Manai       |